# ひなたぼっこ (ゲーム)
『ひなたぼっこ』は、ゲームブランドTarteが制作した18禁恋愛アドベンチャーゲームである。Windows用ゲームとして2004年7月23日に発売された。Magicseedの運営する携帯電話向けの美少女ゲーム・ポータルサイト「美少女遊び」でもプレイ可能。また、2005年12月22日には電脳CLUBからDVD-PG版がリリースされている。
2005年3月25日にファンディスク『ひなたると』が発売された。
メガストア誌2014年6月号の付属DVDに『ひなたぼっこ』『ひなたると』が完全収録されている。

## ストーリー
（出典：）
主人公・速水 夏樹は大学生。生まれてすぐに両親を亡くし、速水家に引き取られる。そして三年前、義理の両親を無くし、義妹・小春との二人きりの生活を送っていた。道路の拡張工事でアパートが移転するため、仮住まいを探すこととなった夏樹は学園時代の恩師にして初恋の相手である柊 日向と再会する。日向は教職を離れ、実家の喫茶店を継いでいた。女手一つで喫茶店を経営しているという話を聞き、夏樹はアルバイトを申し出る。喫茶店「小春日和」での住み込みのアルバイトから、ストーリーが始まる。

## キャラクター

### 主人公
速水 夏樹（はやみ なつき）
本作の主人公。現在は大学に通っている。実の両親が他界したあと、義理の両親も他界するという不幸にあっている。遺産のおかげで生活には余裕があり、兄妹でなんとか暮らしている。

### ヒロイン
（出典：）
柊 日向（ひいらぎ ひなた）
声 - 一色ヒカル
身長160cm、B82W57H83、O型
11月30日生（射手座）
夏樹の通っていた学園で教職を取っていた女性。現在は喫茶店「小春日和」を経営している。奈月という双子の妹と、七瀬という名前の娘がいる。穏やかで明るい性格をしている。恋愛には疎い。夏樹の初恋の人でもある。
柊 奈月（ひいらぎ なつき）
声 - 楠鈴音
身長160cm、B81W57H83、O型
11月30日生（蛇遣い座）
日向の双子の妹。日向そっくりな外見のため、見間違われないように意識して外見を変えている。しっかり者でいたずら好きな性格をしている。コーヒーを入れるのがうまい。
柊 七瀬（ひいらぎ ななせ）
声 - 金田まひる
身長145cm、つるぺた、O型
7月7日生（蟹座）
日向の娘。家族愛が強いため、柊家に入り込んできた主人公を敵視する。しかし、本当は年上の男性に甘えたいという感情を持っている。
速水 小春（はやみ こはる）
声 - 佐々留美子
身長156cm、B76W56H80、A型
4月2日生（牡羊座）
夏樹の義妹。人見知りをしない性格であり、誰とでも仲良くなれる。両親の死後に落ち込んでいた小春を夏樹が励まし続けた結果、極度のブラコンになってしまった。ブラコンなため、夏樹に対してよく焼きもちを焼く。
九条 氷（くじょう こおり）
声 - 吉川華生
身長167cm、B88W59H85、A型
2月1日生（水瓶座）
夏樹の学園時代からの友人。夏樹と同じ大学の同じ学部に通っている。きっぱりとした性格で、礼儀正しい。しかし夏樹に対してはくだけた態度をとる。
如月 涼乃（きさらぎ すずの）
声 - 北都南
身長158cm、B79W56H82、AB型
10月24日生（蝎座）
夏樹の親友である静馬の妹。肉親である静馬のことを「静馬さん」と呼ぶ一方で、夏樹のことを「お兄様」と呼ぶ変わった娘。学業成績も運動神経もよい。
九条 水（くじょう みず）
声 - 草柳順子
身長155cm、B76W53H80、A型
3月2日生（魚座）
氷の妹であり、小春や涼乃と同じ学年の女の子。引っ込み思案な性格で、一人で行動するのをためらうタイプである。ドジっ娘であり、余計な一言を言っては周りに突っ込まれることがある。
如月 静馬（きさらぎ しずま）
声 - 理多
身長172cm、AB型
4月29日生（牡牛座）
夏樹の親友であり悪友。日向の教え子でもある。人当たりがよく、交友関係が広い。

## ひなたると-ひなたぼっこファンディスク-
『ひなたると』は、2005年03月25日に発売された、本作品のファンディスクである。

### 内容
（出典：）
本編ヒロインの後日談、新キャラクターを交えたエピソードなどで構成されるオムニバスストーリー。Tarteの『雪語り』や『ねがいの魔法。』などのサイドストーリーも収録。
本編にはなかった姉妹丼といった複数人数によるHシーンも存在している。
壁紙・システムヴォイス・スクリーンセーバーのほかに、「ひなたぼっこ名所案内」や、「キャラクター名鑑」などのコンテンツも収録。

### 新キャラクター
（出典：）
速水 月乃（はやみ つくの）
声 - 緒田マリ
身長171cm、A型
8月6日生（獅子座）
速水兄妹の叔母だが、叔母さんと呼ばれることが嫌で、そう呼ばないよう教育してきた。アパート経営以外にも仕事を掛け持ちしている。
如月 静馬（きさらぎ しずま）
声 - 理多
身長172cm、AB型
4月29日生（牡牛座）
涼乃の姉にして、樹の親友。友人は多いが、物事をはっきり言うタイプ。静馬ルートでは、夏樹と付き合うことになり、関係が変化していく。
藤宮 桜子（ふじみや さくらこ）
声 - 茶谷やすら
身長165cm、O型
12月24日生（山羊座）
夏樹達と同じ学園だったが、クラスが違ったため、大学に入ってから知り合うようになった。
のほほんとしているが、常識に欠けるような行動をとることもある。
岬 林檎（みさき りんご）
声 - MI-KO
身長156cm、B型
10月10日生（天秤座）
小春たちと同い年の少女。学園は違うが、九条姉妹とはアルバイト先の関係で知り合いである。

### 新規シナリオ
- 双子姉妹の愛し方
- 月乃、来襲。
- 氷とバイトと支配人
- 如月道場後継者
- 小さな想いの届く日は?

## スタッフ
- 原画 - 笛[11]
- シナリオ - 四天[11]

## 主題歌
ひなたぼっこ
- 主題歌「太陽」[1]
  - 歌・作詞：理多 / 作曲：ヨーグルト
- エンディングテーマ「紅の花」
  - 歌：楠鈴音